# Alonso Ponce
Alonso Ponce fue un fraile franciscano de Castilla, España, guardián del Convento de Nuestra Señora del Castañar. En 1584, fue nombrado Comisario General de la Orden de los Franciscanos en el Virreinato de Nueva España. Entre 1584 y 1589, fue acompañado por su secretario, Fray Antonio de Cibdad Real, en un largo recorrido por los conventos franciscanos de la Nueva España, desde México hacia Nicaragua.